# Jesús Chagoyen
Jesús Chagoyen Latienda (Jerez de la Frontera, Cádiz, 21 de septiembre de 1977) fue un jugador de baloncesto español, que ocupó la posición de ala-pívot. Desde 2016 juega en el Aceitunas Fragata Morón,  de la Liga LEB, hasta su retirada en 2018. Ahora colabora con  Canal Sur Radio .

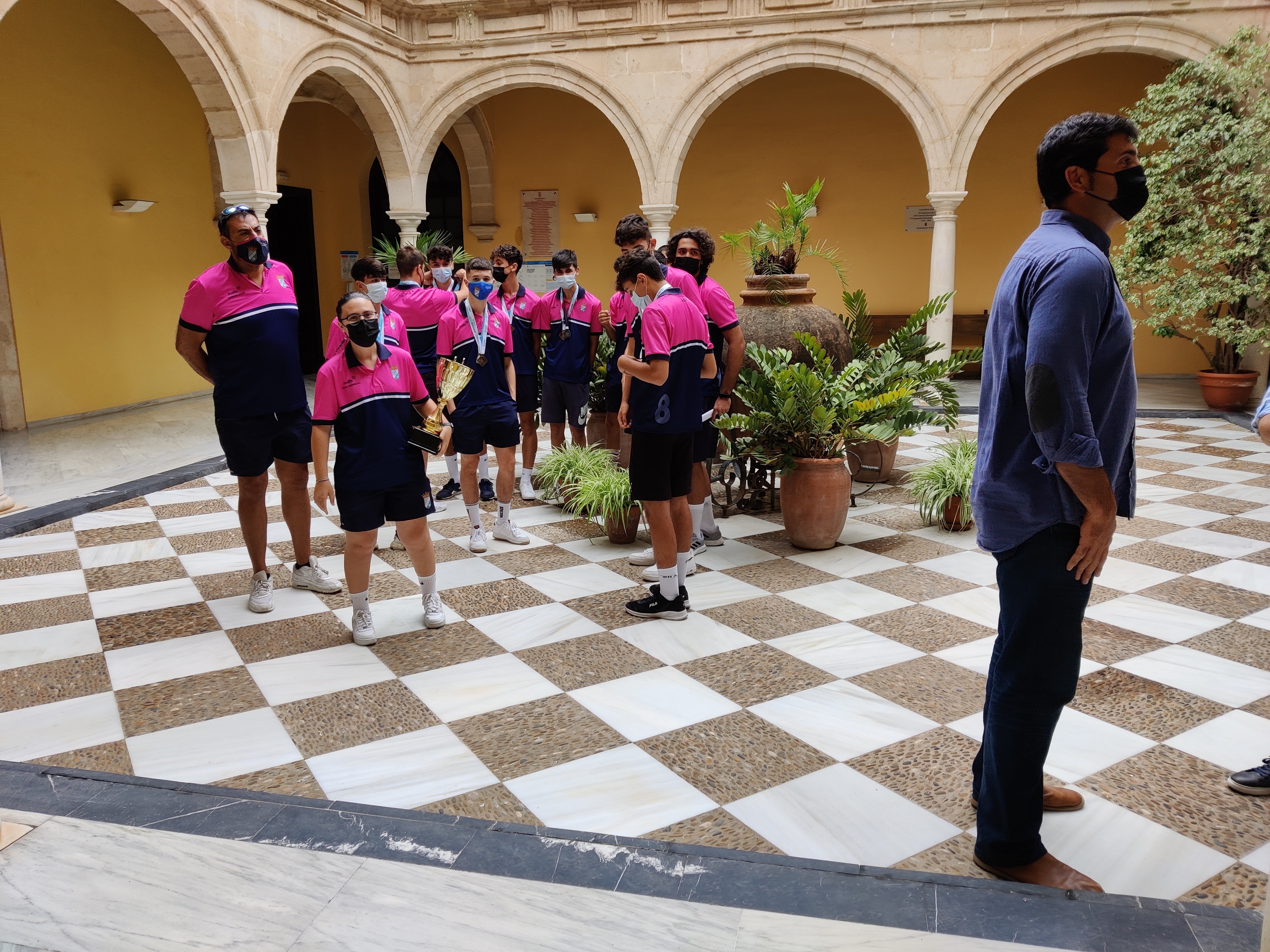
Representando al Xerez CD Baloncesto

Destacó su presencia en el Concurso de mates de la ACB.

## Historial
- 1995-96 ACB. CB San Fernando
- 1996-00 ACB. CB León.
- 2000-01 ACB. CB Valladolid.
- 2001-03 LEB. Club Baloncesto Villa Los Barrios
- 2003-05 LEB. CB Tarragona (LEB)
- 2005-09 LEB. Club Baloncesto Villa Los Barrios
- 2009-12 LEB. Club Baloncesto Canarias
- 2012-14 ACB. Club Baloncesto Canarias
- 2014-16  ACB.  Río Natura Monbus
- 2016-  LEB.  Aceitunas Fragata Morón